# Patrick De Napoli
Patrick De Napoli (* 17. November 1975 in Zug) ist ein Schweizer ehemaliger Fussballspieler mit italienischen Wurzeln.

## Sportlicher Werdegang
Patrick De Napoli stammt aus der Nachwuchsabteilung des FC Baar. Sein sportlicher Werdegang im Profibereich ist vor allem durch die häufigen Vereinswechsel in der Schweiz und Deutschland geprägt.
1992 startete der Stürmer seine Karriere beim Grasshopper Club Zürich. Anschliessend wechselte er für eine Saison zum FC Winterthur. In den Jahren 1996 bis 1998 spielte De Napoli recht erfolgreich für den FC Aarau, weshalb ihn Grasshoppers Zürich wieder bis 1999 verpflichtete. Im Jahr 2000 holte ihn Joachim Löw für ein halbes Jahr in die 2. Bundesliga zum Karlsruher SC, welcher sich im Abstiegskampf befand. Beim KSC erzielte er in zwölf Einsätzen ein Tor, der Abstieg in die Regionalliga konnte allerdings nicht verhindert werden. 
Nach seinem kurzen Gastspiel in Deutschland stand er bis 2006 beim FC Aarau und Young Boys Bern wieder bei Vereinen aus der Schweiz unter Vertrag. Im September 2005 wechselte er zum FC Luzern, wo er den Aufstieg in die Schweizer Super League schaffte.
2006 wechselte er zurück in die 2. Bundesliga zum FC Carl Zeiss Jena (13 Spiele, ein Tor). Bei den Thüringern konnte sich De Napoli nicht als Stammspieler etablieren und wurde deshalb bis zum Ende der Saison 2006/07 an den Chemnitzer FC ausgeliehen, kehrte aber zur Saison 2007/08 zur zweiten Mannschaft der Jenaer zurück. Im August 2007 wurde schliesslich sein Vertrag mit dem FC Carl Zeiss Jena aufgelöst. Anschliessend wechselte De Napoli in der laufenden Saison 2007/2008 zum FC Zug 94.
De Napoli absolvierte zwischen 1997 und 1999 vier Länderspiele für die Schweiz. In den Begegnungen gegen Russland (10. Februar 1997 – 1:2), Ungarn (20. August 1997 – 1:1), Jugoslawien (6. Juni 1998 – 1:1) und Belarus (27. März 1999 – 1:0) wurde er jeweils eingewechselt und blieb ohne Torerfolg.